# Klaus-Dieter Kühbacher
Klaus-Dieter Kühbacher (* 30. Oktober 1943 in Heerlen, Niederlande; † 7. Juli 2023) war ein deutscher Verwaltungsbeamter und Politiker (SPD).

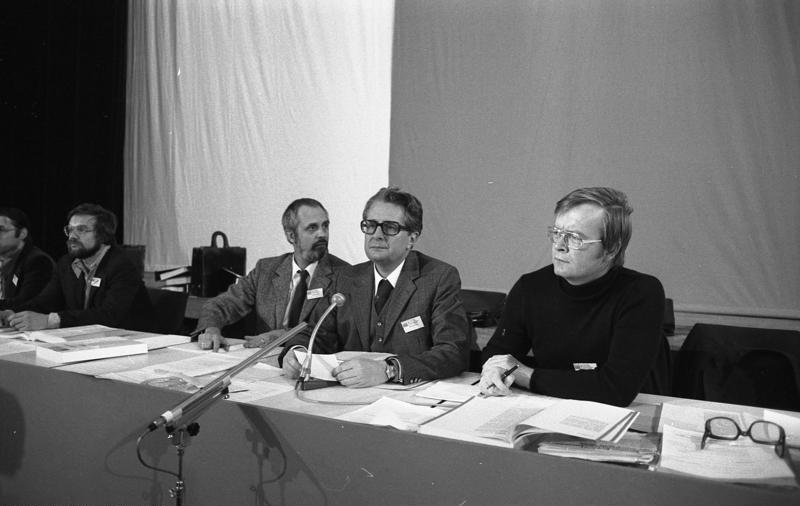
Klaus-Dieter Kühbacher (rechts) 1975 auf dem Mannheimer Parteitag der SPD

## Leben und Beruf
Nach der Mittleren Reife absolvierte Kühbacher von 1960 bis 1963 eine Verwaltungslehre bei der Stadtverwaltung Bad Gandersheim. Er schlug eine Beamtenlaufbahn für den gehobenen Dienst ein und absolvierte bis 1966 eine Ausbildung zum Inspektor bei der Stadtverwaltung Braunschweig. Von 1963 bis 1966 besuchte er im Abendstudium die Verwaltungs- und Wirtschaftsakademie (VWA) Braunschweig, an der er die Diplomprüfung bestand. 1966/67 war er als Stadtinspektor bei der Braunschweiger Stadtverwaltung tätig.
Kühbacher leistete 1967/68 Wehrdienst und war im Anschluss Reserveoffizier der Bundeswehr. Von 1968 bis 1974 war er als Beamter in der Haushaltsabteilung der Stadt Braunschweig tätig, zuletzt als Stadtamtmann. Von 1968 bis 1976 unterrichtete er nebenberuflich an der Gemeindeverwaltungsschule und an verschiedenen Fachhochschulen, unter anderem als Dozent für Verwaltung und Sozialarbeit an der FH Braunschweig.
Von 1987 bis 1990 war Kühbacher stellvertretender Vorsitzender des Verwaltungsrates des Deutschlandfunks. Von 1995 bis zu seinem Eintritt in den Ruhestand 2002 war er Präsident der Landeszentralbank Berlin/Brandenburg und in dieser Funktion zugleich Mitglied des Zentralbankrates der Deutschen Bundesbank.

## Partei
Kühbacher trat 1962 in die SPD ein. Er war seit 1974 Vorstandsmitglied des SPD-Bezirks Braunschweig und wurde 1980 in den Landesvorstand der SPD Niedersachsen gewählt. Von 1980 bis 1988 war er Mitglied des Bundesparteirates der SPD.

## Abgeordneter
Bei der Landtagswahl in Niedersachsen 1974 wurde Kühbacher für den Wahlkreis Braunschweig I in den Niedersächsischen Landtag gewählt, wo er Mitglied des Ausschusses für Haushalt und Finanzen wurde. 
Bei der Bundestagswahl 1976 wurde er in den Deutschen Bundestag gewählt. Kühbacher legte sein Landtagsmandat nieder; für ihn rückte Gerhard Weigert in den Landtag nach. Auch im Bundestag war Kühbacher Mitglied des Haushalts- und Finanzausschusses. Von 1976 bis 1983 vertrat er im Parlament den Wahlkreis Braunschweig. Anschließend zog er bis zu seinem Ausscheiden aus dem Bundestag 1990 über die Landesliste der SPD Niedersachsen ins Parlament ein.
Bei der Landtagswahl in Brandenburg 1994 wurde Kühbacher für den Wahlkreis Oberspreewald-Lausitz II Mitglied des Landtags Brandenburg. Schon 1995 legte er sein Mandat nieder, um Präsident der Landeszentralbank zu werden. Christel Redepenning rückte für ihn in den Landtag nach.

## Öffentliche Ämter
Kühbacher wurde am 1. November 1990 als Finanzminister in die von Ministerpräsident Manfred Stolpe geführte Regierung des Landes Brandenburg berufen. Während seiner Amtszeit beteiligte er sich maßgeblich am Aufbau einer neuen Finanzverwaltung. Nach seiner Ernennung zum Landeszentralbankpräsidenten schied er am 11. Oktober 1995 aus der Regierung aus und wurde in seiner Funktion von Wilma Simon abgelöst.

## Ehrungen und Auszeichnungen
- 2002: Verdienstorden der Bundesrepublik Deutschland (Großes Verdienstkreuz)